# پوووسکی
پوووسکی (به لهستانی:  Połoski) یک روستا در لهستان است که در گمینا پیشچاتس واقع شده‌است.